# كاماندونا
كاماندونا (بالإيطالية: Camandona)‏ هي بلدية في مقاطعة بييلا في إقليم بييمونتي في إيطاليا.

## السكان
في سنة 1861 بلغ عدد السكان 2٬412 نسمة، وتطور العدد ليصل في سنة 2011 لـ 359 نسمة.
يظهر هذا المخطط البياني تطور النمو السكاني لـ كاماندونا